# Mesomys stimulax
Mesomys stimulax é uma espécie de roedor da família Echimyidae.
É endêmica do Brasil, onde é encontrado no alto rio Xingú, no estado do Pará.